# Naturschutzgebiet Unteres Morsbachtal mit Hölterfelder Siefen und Fürberger Bachtal
Das Naturschutzgebiet Unteres Morsbachtal mit Hölterfelder Siefen und Fürberger Bachtal mit einer Größe von 36,07 ha liegt in Remscheid. Das Gebiet unterliegt seit dem 15. November 2001 dem Veränderungsverbot wurde 2003 durch die Stadt Remscheid als Naturschutzgebiet (NSG) ausgewiesen mit der Bezeichnung RS-021.

## Gebietsbeschreibung
Das Naturschutzgebiet besteht aus 3 Flächen. In der ersten Fläche im nördlichen Teil befindet sich das steile und tiefe eingeschnittenes Bachtal eines Quellsiefen, des Hölterfelder Siefens. Laubwald erstreckt sich an den Talhängen und entlang des Bachlaufes befindet sich eine schmale Feuchtgrünlandbrache. Die zweite Fläche, das Fürberger Bachtal und der Fürsiefen, liegt südlich der ersten Fläche. Der Fürsiefen fließt erst durch einen Laubwald um dann im Bachtal sich in einem offenen Wiesental mit einem weitläufigen Magergrünlandkomplex zu durchziehen. Dieser Bereich enthält Reste des gefährdeten Biotoptyps Borstgrasrasen. Da diese Flächen nicht bewirtschaftet werden befinden sich diese inzwischen in einem natürlichen Zustand.
Die dritte Fläche ist das untere Morsbachtal. Hier findet man Auwaldreste, Tümpel, Nass- und feuchtgründland sowie Gehölzstreifen aus Erlen und Eschen entlang des Baches. An den Steilhängen befinden sich Bestände aus Gruppen Eichen und Hainbuchen oder Buchen, Eichen und Ahorn. Es ist der naturnaheste Abschnitt in dieser Fläche. In den weiten Schlingen befinden sich Steilufer aber auch Kolke und Schotterbänke.
Besonderen Schutz erhalten die naturnahen Bäche der Morsbachaue sowie deren Quellen und die Grünlandflächen. Auch die Erhaltung von Tier- und Pflanzenarten und geologischen sowie morphologischen Besonderheiten wie den Holzer Klippen, die sich über 300 Meter Breite erstrecken und etwa 400 Millionen Jahre alt sind, sind Zielsetzungen des Landschaftsplans West.
Einzelne Flächen werden zur Pflege und Offenhaltung der Bauaue mit Schafen (Coburger Füchse) beweidet. Amphibienschutzgewässer wurden neu angelegt, um ein Biotop-Verbundsystem zu schaffen – vor allem zur Wiederansiedelung des Kammmolches, von dem nur noch ein einziger Restbestand im Morsbachtal vorkommt.

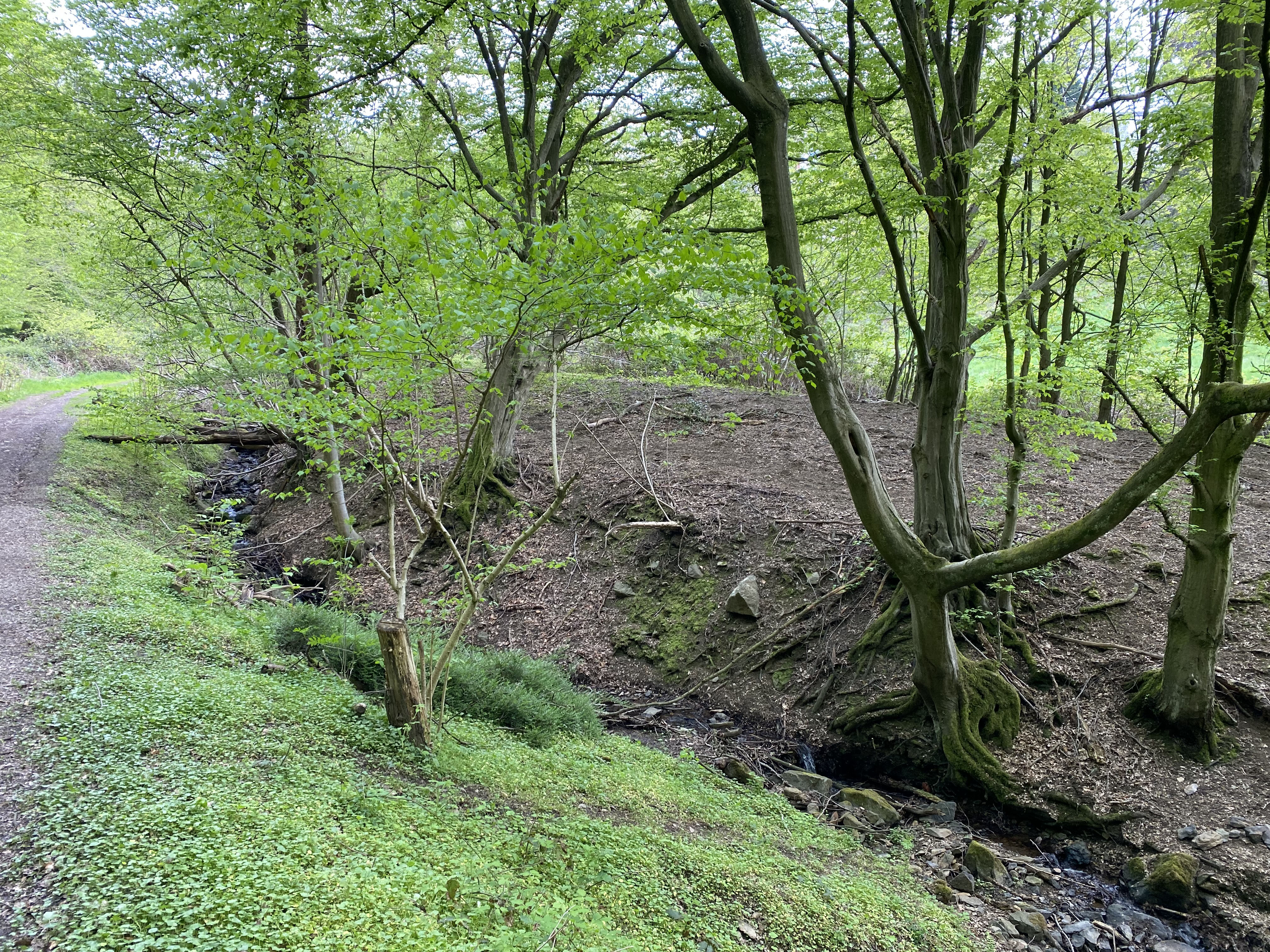
Fürberger Bachtal
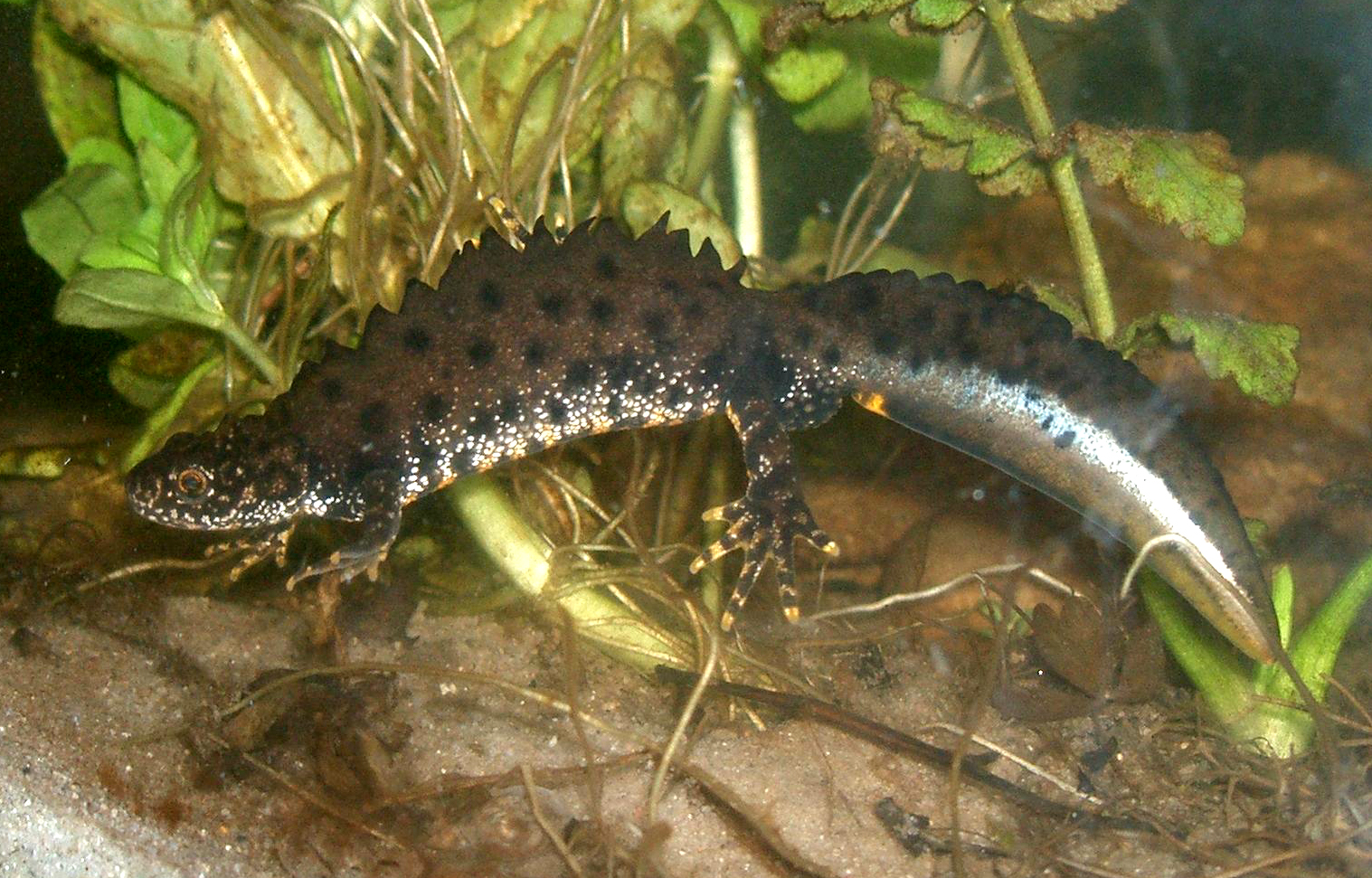
Kammmolchmännchen (Triturus cristatus)
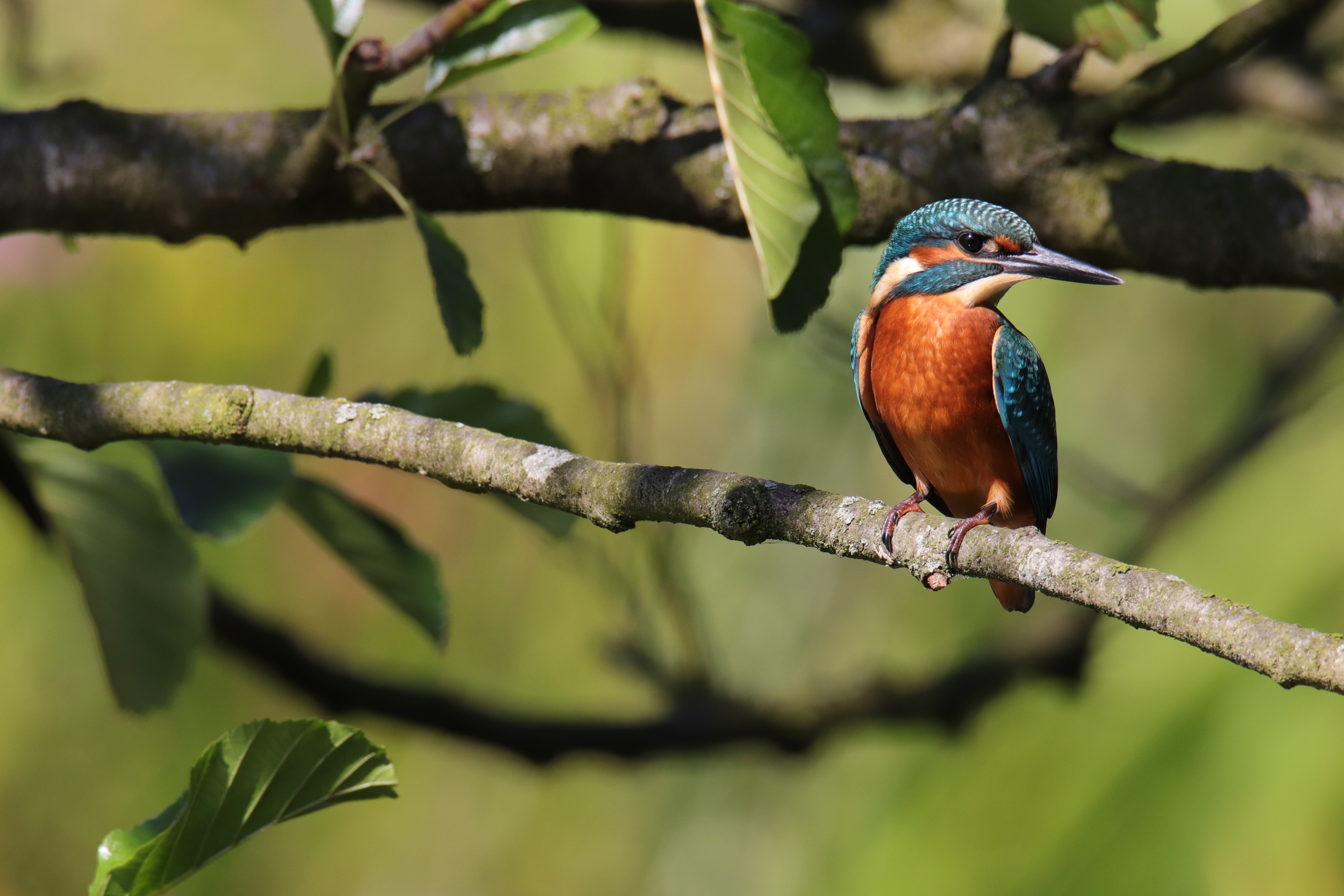
Eisvogel (Alcedo atthis)
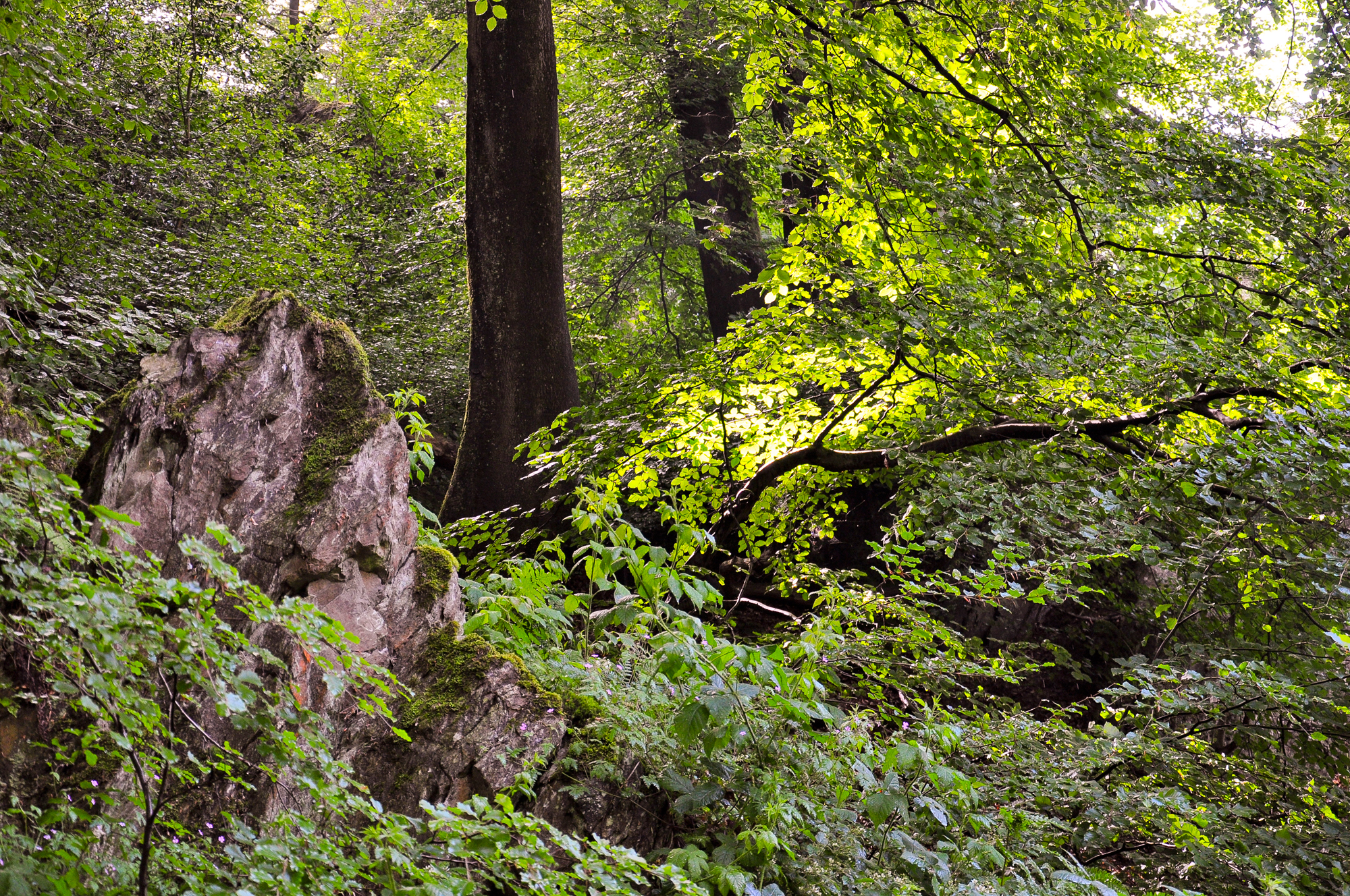
Felsige Hänge über dem Morsbach
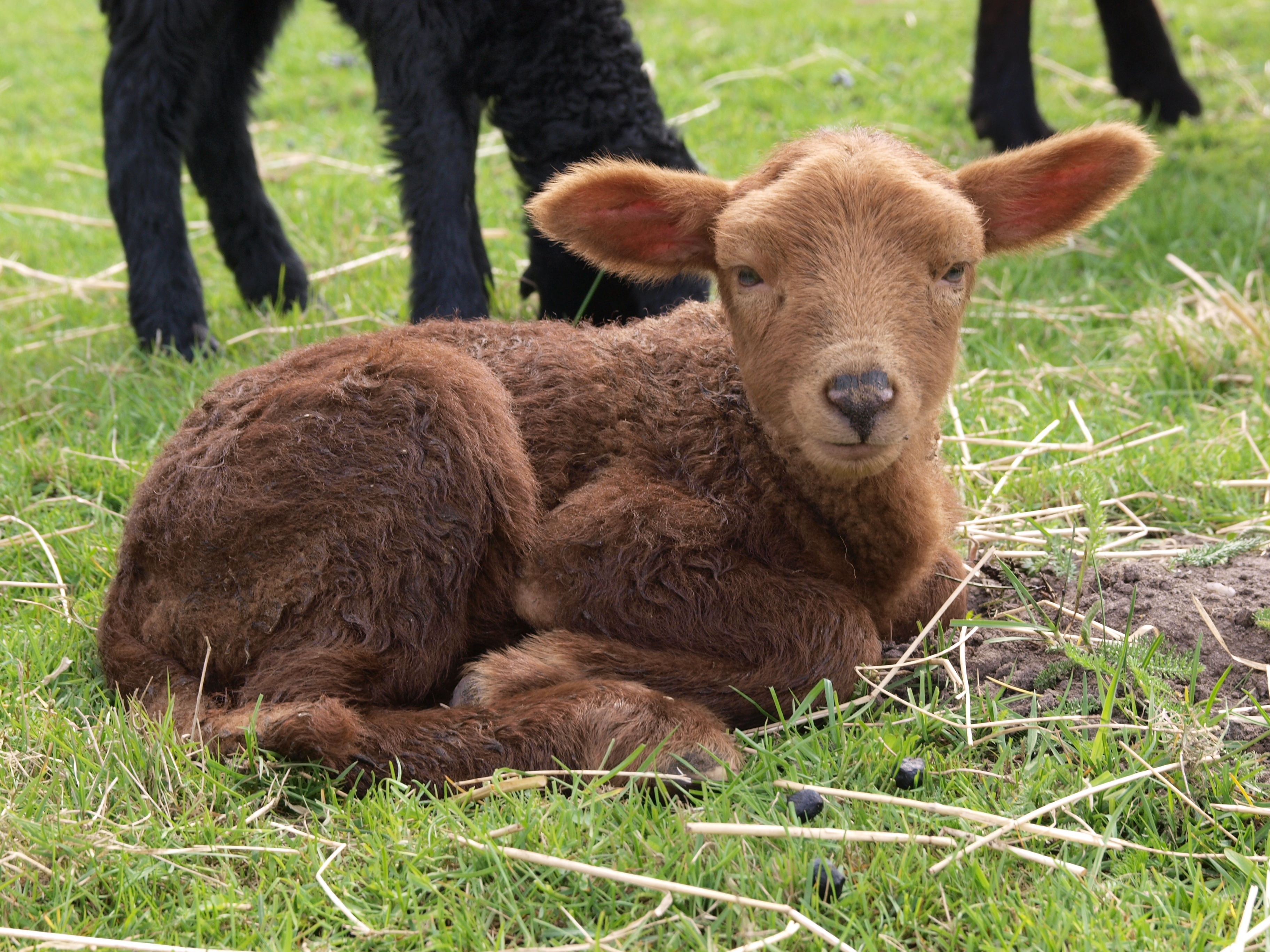
Coburger Fuchsschaf (Lamm – 4 Tage alt)
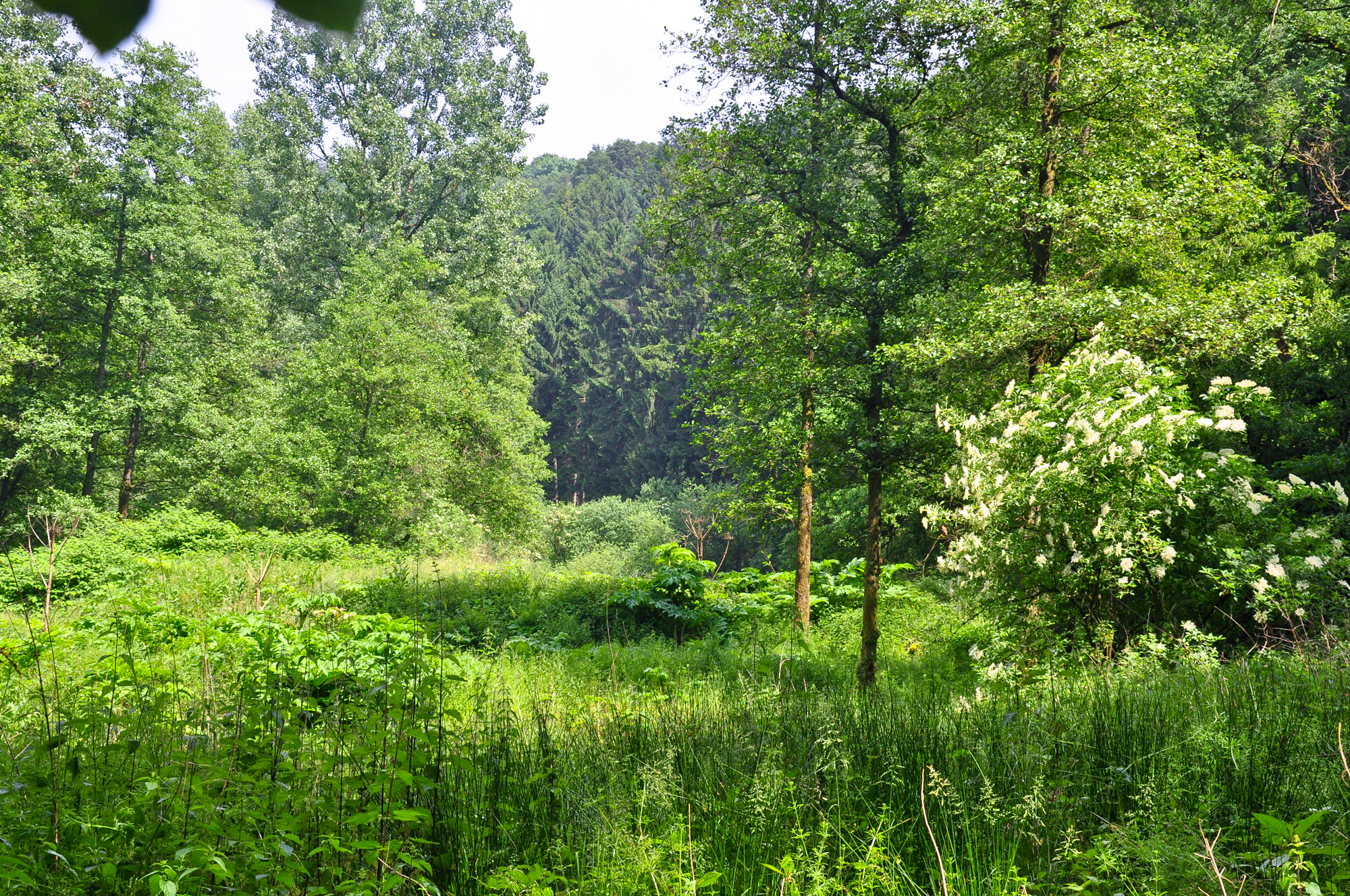
Aue des Morsbachtales
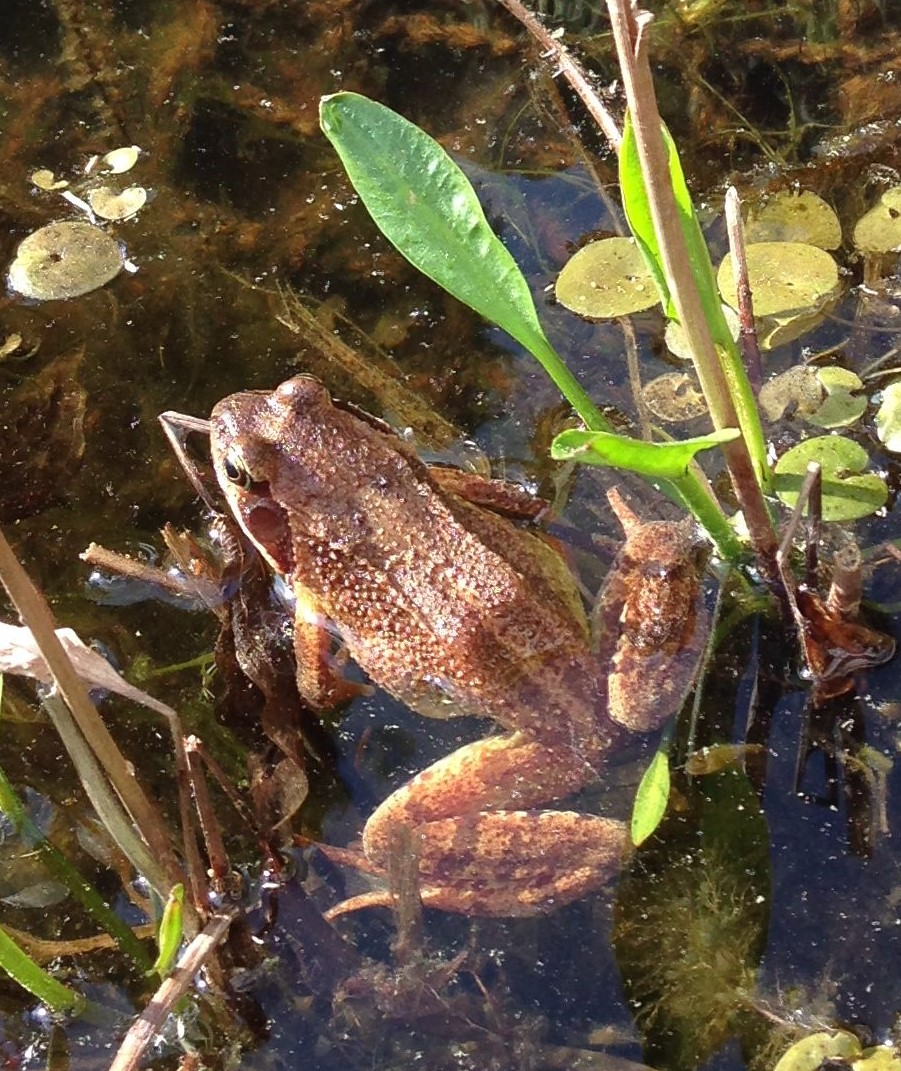
Grasfrosch (Rana temporaria)
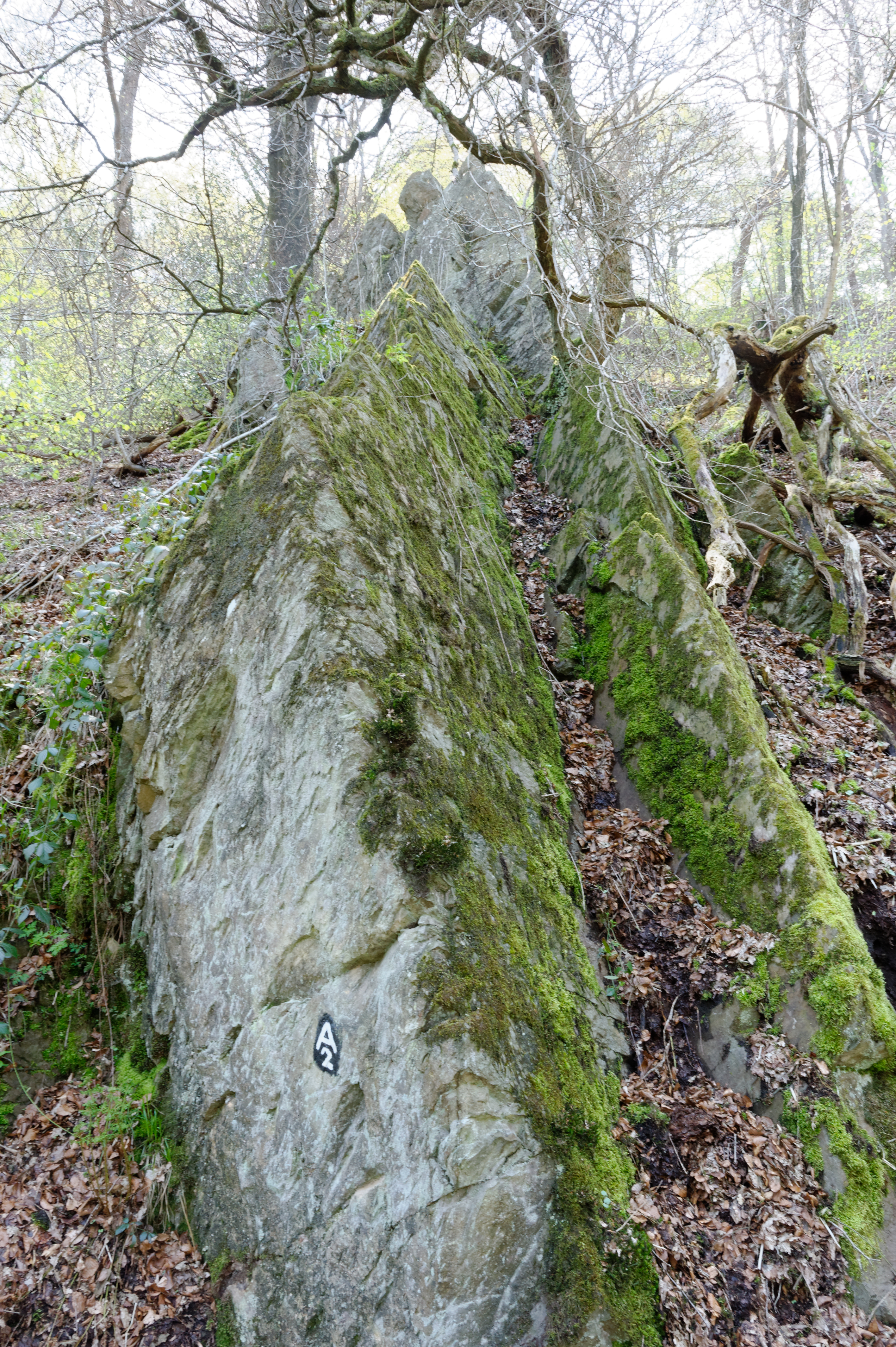
Holzer Klippen